# Reichsstraße 332
Die Reichsstraße 332 (R 332) war bis 1945 eine Staatsstraße des Deutschen Reichs, die vollständig auf österreichischem Gebiet lag. Die Straße nahm ihren Anfang in Wels  an der damaligen Reichsstraße 31 (nunmehr Wiener Straße B 1) und führte auf der Trasse der jetzigen Pyhrnpass Straße B 138 über Kirchdorf an der Krems und Windischgarsten über den Pyhrnpass nach Liezen, wo die damalige Reichsstraße 318 (jetzt Ennstal Straße B 320) einmündete. Von Liezen verlief sie weiter auf der Trasse der heutigen Schoberpass Straße B 113 bis Trieben und folgte weiter der Trasse der heutigen Triebener Straße B 114 bis St. Georgen ob Judenburg, wo sie in die damalige Reichsstraße 116 (heute Friesacher Straße B 317) mündete.
Ihre Gesamtlänge betrug rund 164 Kilometer.